# Halwell
Halwell est un village du Devon, en Angleterre. Il est situé à huit kilomètres au sud de la ville de Totnes et à treize kilomètres à l'ouest de Dartmouth, au croisement des routes A381 et A3122. Administrativement, il relève du district de South Hams et forme la paroisse civile de Hawell and Moreleigh avec le village voisin de Moreleigh. Au moment du recensement de 2011, la paroisse comptait 446 habitants.
À l'époque anglo-saxonne, Halwell était le site d'un burh, une forteresse construite pour défendre la région contre les Vikings.